# Fort des Montboucons
Le fort des Montboucons (anciennement « Montsboucons ») est une fortification militaire de type Séré de Rivières, située sur les communes de Pirey et de Besançon (dans le quartier de Montboucons), dans le département du Doubs.

## Histoire
Le fort des Montboucons fait partie du camp retranché de Besançon (Doubs) dont la première phase de construction s'étala de 1872 à 1880. Sa mission était de « battre les côtes de Pirey, garder le village de Pouilley-les-Vignes ainsi que les routes de Langres, Gray et le chemin de fer de Dole… »

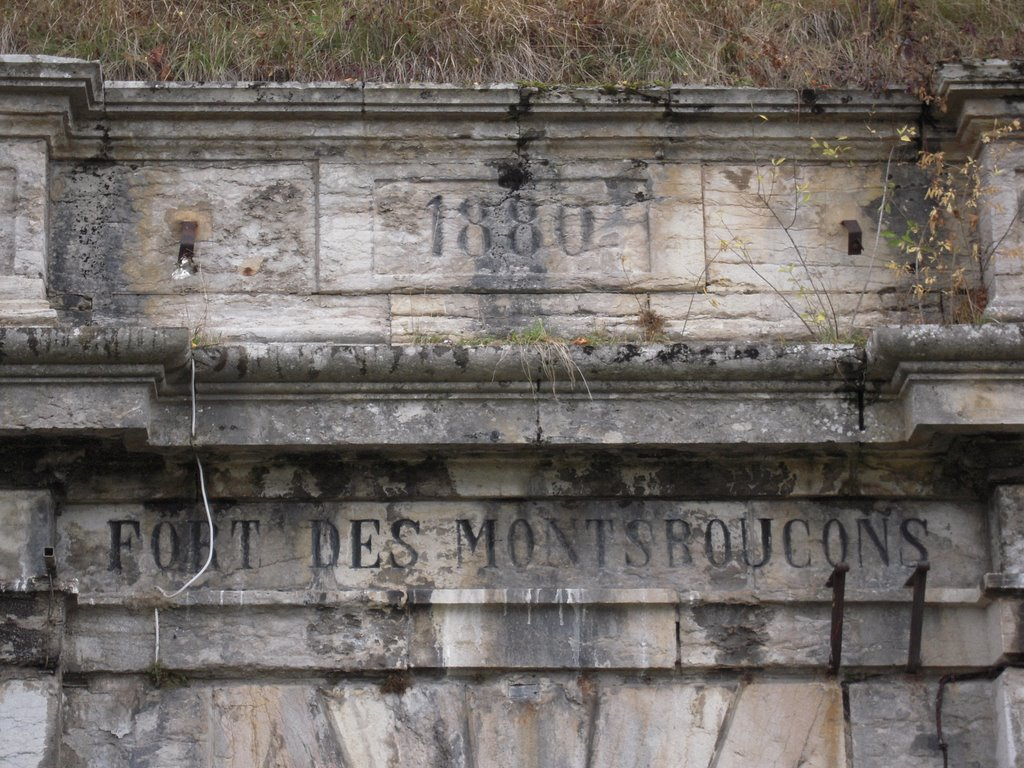
Fronton du portail d'entrée.

Portant initialement le nom du quartier bisontin des Montsboucons (soudure de Monts et Boucons), le fort adopta la graphie « Montboucons » au XXe siècle en même temps que le quartier, mais c'est le nom originel qui figure à son fronton du portail d'entrée. En 1887, il se verra attribuer le nom du général de division bisontin Jean-Louis Ferrand décédé (par suicide) à l'issue du combat perdu de Scibo en 1808 à Saint-Domingue.
Durant le conflit franco-prussien de 1870, la crête séparant Pirey de Besançon est coiffée, en son point haut, d'une redoute terrassée armée de 24 canons. Sept ans plus tard fut entreprise, sur le même site, la construction d'un fort Séré de Rivières à cavalier avec batterie haute encadré de deux batteries annexes. 
Entièrement maçonné, il occupe, à 373 m d'altitude, la dépression sommitale située 200 m au nord-est de la redoute, à cheval sur la limite intercommunale Besançon-Pirey. Outre les Justices, deux kilomètres plus à l'est, ses voisins immédiats de la ceinture fortifiée sont construits simultanément. Il s'agit des deux batteries de la Ferme de l'Hôpital (2,75 km au sud-ouest) et du Calvaire (3,5 km au nord). Les quatre ouvrages de la crête de Pouilley-les-Vignes (3 km au nord-ouest) viendront compléter le dispositif défensif en 1893.
Projeté initialement pour accueillir 600 hommes et 40 pièces d'artillerie, les dimensions du fort des Montboucons seront revues à la baisse, de sorte qu'il sera défendu initialement par 514 hommes, dont 11 officiers et  seulement 32 pièces d'artillerie (dont 8 mortiers) répartis entre fort et batteries annexes, les pièces de défense des fossés venant en supplément. Ces effectifs et armements ont ensuite varié au fil des années.

## Description

### Présentation
Terminé en 1880, le fort présente la forme d'un quadrilatère de 170 m de large sur 140 de profondeur, dont les angles du front de tête sont recoupés. Entouré de fossés défendus par deux caponnières doubles (chacune flanquant deux fossés), il est constitué d'avant en arrière d'un parapet d'infanterie accueillant de plus deux pièces d'artillerie légère, d'un cavalier aménagé pour la batterie haute (trois traverse-abris de part et d'autre d'une traverse-capitale délimitent huit plates-formes) et du casernement construit sur trois niveaux dont un sous-sol borgne.
Un étroit fossé sépare, sur trois faces, le cavalier du casernement, la face arrière de celui-ci débordant sur le fossé de gorge au mur de contrescarpe en terre coulante. Avec une caponnière au centre du fossé avant, deux coffres de flanquement des fossés latéraux et plusieurs créneaux de fusillade garnissant sa face arrière, la caserne fait office de réduit. Le portail d'entrée ouvert au milieu de sa façade et desservi autrefois par un pont-levis « système Poncelet », assure la communication du fort avec le front de gorge. On notera, entre les extrémités arrière des fossés gauches du fort et du casernement, le corps de garde contrôlant l'entrée du chemin d'accès au cavalier pour les pièces d'artillerie

### Visite du fort
La visite (encadrée si une autorisation a pu être obtenue auprès des autorités militaires) dévoile l'aménagement intérieur. Un long couloir central allant du porche d'entrée à la crête d'infanterie dessert, de part et d'autre, les quatre travées aménagées en chambrées (équivalent au niveau inférieur), les entrées des deux magasins à poudre, de 80 t de capacité, au niveau d'un puits de lumière, la caponnière intérieure et les deux couloirs desservant les coffres de flanquement, une porte blindée suivie d'une fosse que l'on couvrait avec des madriers en temps de paix...
Le parcours de la crête d'infanterie permet d'accéder, via trois escaliers-rampes, aux caponnières dotées d'un pilier central (aux saillants II et IV du front de tête), mais également à un aileron situé au saillant V (face à la batterie annexe droite) qui assurait vraisemblablement le flanquement  du fossé de flanc.
Lors de la visite des chambrées, on peut remarquer les vestiges de deux monte-charges. Ceux-ci ont été installés après la Seconde Guerre mondiale quand le fort servait de dépôt de munitions.

### Le fort hier et aujourd'hui
Une ferme, qui existait avant la militarisation du site, fut conservée (elle se situait en arrière de la batterie annexe gauche). Elle servit de cantonnement « temps de paix » aux officiers de la garnison.
À partir de 1889, ce sont des artilleurs du 10e bataillon d'artillerie de forteresse de Ruty qui seront chargés de servir les pièces (dénommé 10e bataillon d'artillerie à pied en 1893 puis 7e bataillon d'artillerie à pied en 1899). Les fantassins provenaient de régiments d'infanterie du 7e corps d'armée. Ainsi  une compagnie du 23e régiment d'infanterie était affectée aux Montboucons en 1905 avec des détachements à Chailluz et Châtillon-le-Duc.
L'examen de plans et photographies permettra de découvrir la présence, sur le terrain militaire entourant le fort, de vestiges antérieurs à celui-ci : base de l'avant-dernière tour du télégraphe optique reliant Dijon à Besançon, muret d'un retranchement de 1870 ; mais également postérieurs : batterie terrassée (fin XIXe ?) positionnée à 250 m au sud-ouest du fort avec quatre positions orientées vers l'ouest et quatre autres vers le sud-ouest ainsi que quatre cuves de batterie de DCA, datant de l'entre-deux-guerres, sur l'esplanade à l'arrière du fort.
Comme pour les autres forts datant de cette époque, la crise de l'obus-torpille de 1885 nécessita le creusement  d'un magasin à poudre sous roc en 1889. Situé à gauche de la rue du fort peu avant son extrémité, ce magasin aux deux entrées, aujourd'hui murées, comporte deux pièces : un atelier de chargement et un local aux poudres. Le fort ne connaîtra pas l'épreuve du feu, mais reste une propriété militaire ayant seulement servi au stockage de munitions après la Seconde Guerre mondiale (jusqu'en 1972).
Situé sur le terrain de manœuvre du 19e régiment du génie dont l'accès est interdit, il ne se visite pas, même de l'extérieur. 